# Museo de Escultura al Aire Libre (Madrid)
Het beeldenpark van het Museo de Escultura al Aire Libre (Madrid) (MEAL) bevindt zich onder en langs een stadautoviaduct in Madrid aan de Paseo de la Castellana.

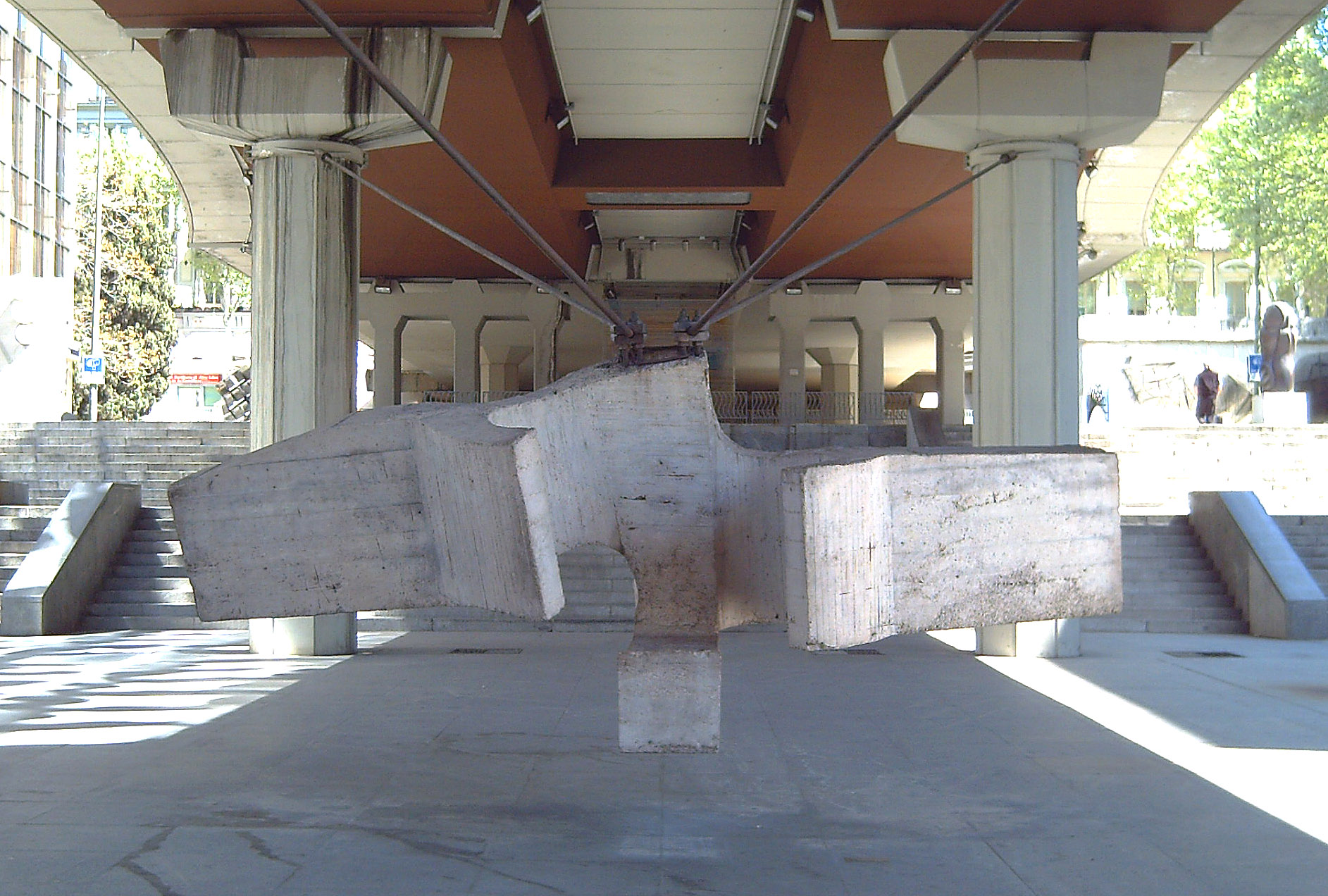
Sirena Varada van Eduardo Chillida

## Het park
Het beeldenpark, naar een idee van de beeldhouwer Eusebio Sempere uit 1970, is meer een park, bestaande uit beelden dan uit groen- en/of boompartijen. De beelden, een grote collectie van Spaanse klassiek-moderne beeldhouwers is vertegenwoordigd, staan op, in niveau verschillende, terrassen tussen de pijlers van het viaduct. Het museum, zoals het beeldenpark officieel heet werd officieel ingewijd op 9 februari 1979.

## De werken
Tot de collectie van zeventien werken behoort onder andere het monumentale werk Sirena varada van de meester Eduardo Chillida, die bij de vervaardiging van zijn werk gebruik heeft gemaakt van de bouwconstructie ter plekke. Veel werken worden tentoongesteld van bekende Spaanse beeldhouwers als Julio González, Pablo Serrano Aguilar, Josep María Subirachs, Alberto Sánchez Pérez, Martín Chirino, Amadeo Gabino, Andreu Alfaro, Francisco Sobrino en Joan Miró.

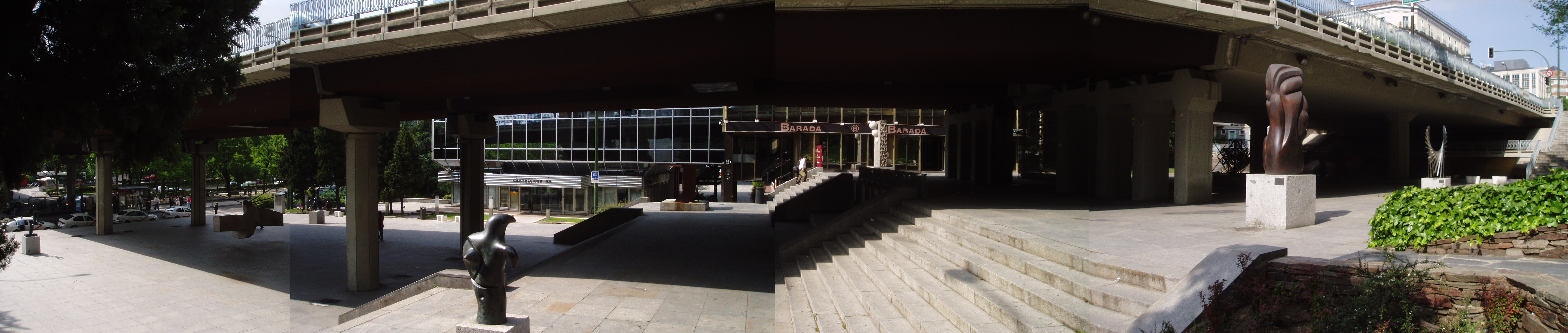
Panoramafoto van het Museo al Aire Libre (Madrid)